# Костерман, Андре Жозеф Гийом Анри
Андре Жозеф Гийом Анри (Ахмад Яхъя) Костерман (индон. Achmad Jahja Goh Hartono Kostermans; 1906—1994) — нидерландско-индонезийский ботаник.

## Биография
Андре Жозеф Костерман родился 1 июля 1906 года (иногда указывается 1907 год) в Пурвореджо на острове Ява. Учился в Утрехтском университете, в 1936 году получил степень доктора философии. Диссертация Костермана была посвящена растениям семейства Лавровые, произрастающим в Суринаме. В 1938 году получил Бейтензоргскую стипендию и отправился на Яву. До 1940 года Костерман преподавал в Батавии, затем получил назначение на должность ассистента по ботанической систематике в Сельскохозяйственном колледже в Бейтензорге.
В 1942—1945 Костерман находился в японском лагере для военнопленных, после освобождения оказался в Сиаме. В 1946 году он путешествовал по Сиаму вместе с Сибе Блумбергеном и Герритом ден Худом, в сентябре вернулся на Яву. Впоследствии он вновь предпринял ботаническую экспедицию по Сиаму и Индо-Китаю, пребыв на Яву в июне 1947.
Затем Костерман работал в Исследовательском институте леса в Богоре. Он скончался 10 июля 1994 года в Джакарте.
Основным направлением исследований Костермана была систематика семейств Лавровые, Мальпигиевые и Губоцветные. Он был автором разделов книги А. А. Пулле Flora of Suriname, посвящённых этим семействам. Его гербарий был передан Богорскому гербарию (BO) и Центру по исследованию и развитию леса и охране природы в Богоре (BZE).

## Некоторые научные публикации
- Kostermans, A.J.G.H. Studies in South American Malpighiaceae, Lauraceae and Hernandiaceae, especially of Surinam. — Amsterdam, 1939. — 356 p.
- Kostermans, A.J.G.H. et al. Bosonderzoek kolonisatie object Momi-Ransiki, Nieuw Guinea. — 1948. — 2 dl.
- Kostermans, A.J.G.H. A monograph of the Asiatic, Malaysian, Australian, and Pacific species of Mimosaceae, formerly included in Pithecolobium Mart.. — Djakarta, 1954. — 122 p.
- Kostermans, A.J.G.H. A monograph of the genus Heritiera Dry. (Sterculiaceæ) Including Argyrodendron F.v.M. and Tarrietia Bl.. — Djakarta, 1959. — 121 p.
- Костерманс, А. И. Г. Г. Что такое Lethedon Spreng. (Thymelaeaceae)? // Ботанический журнал. — 1963. — Т. 48, № 6. — С. 830—833.
- Kostermans, A.J.G.H. Bibliographia Lauracearum. — Djakarta, 1964. — 1450 p.
- Kostermans, A.J.G.H. Kedondong, ambarella, amra. — Bogor, 1991. — 100 p.
- Kostermans, A.J.G.H. A handbook of the Dipterocarpaceae of Sri Lanka. — Colombo, 1992. — 243 p.
- Kostermans, A.J.G.H. et al. The mangoes. — London, San Diego, 1993. — 233 p.

## Роды растений, названные в честь А. Ж. Костермана
- Kostermansia Soegeng, 1959
- Kostermanthus Prance, 1979